# Ehe in Not
Ehe in Not ist ein deutscher Stummfilm aus dem Jahre 1929 von Richard Oswald. In der Dreiecksgeschichte spielen Walter Rilla, Elga Brink und Evelyn Holt die Hauptrollen. Der Geschichte lag der Essay La maitresse légitime von Georges Anquetil zugrunde.

## Handlung
Ein namentlich nicht näher benannter Mann und seine gleichfalls namenlose Gattin sind seit Jahren in ihrem Ehealltag gefangen. Beide sind finanziell gut gestellt. Nichtigkeiten zermürben jedoch auf Dauer peu à peu das gemeinsame Leben. Eines Tages lernt der noch junge Ehemann ein ganz junges Mädchen kennen, das ihm gut gefällt. Rasch entwickelt sich mehr zwischen den beiden: das junge Mädchen wird seine Geliebte. Er möbliert ihr eine eigene Wohnung, sie gibt ihm Abwechslung. Eines Tages erfährt seine Gattin von seinem Doppelleben, und der Mann will nun Nägel mit Köpfen machen und reicht die Scheidung ein. 
Seine Ehefrau ist jedoch, angeblich wegen des gemeinsamen Kindes, nicht zur Trennung bereit, und seine Geliebte, die nicht wusste, dass er bereits ehelich gebunden ist, verlässt daraufhin ihren Liebhaber. So finden Ehefrau und Ehemann wieder zueinander und geben ihrer Beziehung noch einmal eine Chance. Doch mehr als ein Arrangement aus purer Vernunft wird es nicht geben. Nach dem zehnjährigen Hochzeitstag trifft der Mann die frühere Geliebte wieder. Sie hat inzwischen aus Vernunftsgründen geheiratet und ist ebenfalls in einem Ehealltag gefangen.

## Produktionsnotizen
Ehe in Not entstand im Berliner EFA-Atelier und passierte am 4. Dezember 1929 die Zensur. Der Film mit einer Länge von 2285 Metern, verteilt auf acht Akte, erlebte am 6. Dezember 1929 seine Uraufführung im Berliner Capitol. 
Leo Meyer hatte die Produktionsleitung, Walter Zeiske und Helmut Schreiber die Aufnahmeleitung. Franz Schroedter entwarf die Filmbauten.

## Kritik
Paimann’s Filmlisten resümierte: „Vor allem ein ausgezeichnetes Filmbuch; schlicht, ohne knallige Effekte, keine schwarzen und weißen Charaktere, sondern Menschen, durch geistreiche Details, das zu behandelnde Thema von allen Seiten beleuchtend. Die sehr kontinuierliche Regie wirkt im gleichen Sinne, das glücklich gewählte und mit den Gestalten der Handlung kongruente kleine Ensemble vor jeder Übertreibung bewahrend.“